# Lucyna Kostuch
Lucyna Marzena Kostuch (ur. 1972 w Gdyni) – polska historyk, doktor habilitowany nauk humanistycznych.
W 1996 ukończyła studia z zakresu historii na Uniwersytecie Gdańskim. Jej praca magisterska dotyczyła synkretyzmu kulturowego w Aleksandrii hellenistycznej. Rozprawę doktorską pt. Wyobrażenia androginiczne w starożytnych religiach pogańskich kręgu kulturowego basenu Morza Śródziemnego, której promotorem był Jan Iluk, obroniła w 2000 na Wydziale Filologiczno-Historycznym macierzystej uczelni. Stopień naukowy doktora habilitowanego uzyskała w 2013 na Uniwersytecie Jana Kochanowskiego w Kielcach w oparciu o pracę Uzbrojona Bogini. Żeńskie bóstwa wojenne w historii starożytnych Greków. W latach 1996–2000 zawodowo związana była z Instytutem Historii UG. W 2001 podjęła pracę na stanowisku adiunkta na Akademii Świętokrzyskiej, przekształconej następnie w UJK. W 2009 została wicedyrektorem Instytutu Historii. Specjalizuje się w historii starożytnej i wyobrażeniach religijnych Greków i Rzymian.

## Wybrane publikacje
Monografie:
- Wyobrażenia androginiczne w wierzeniach przedchrześcijańskich kręgu śródziemnomorskiego, Kielce 2003
- Uzbrojona bogini. Żeńskie bóstwa wojenne w historii starożytnych Greków, Kielce 2012

Pod redakcją:
- Zwierzę jako sacrum w pradziejach i starożytności, t. 1, pod red. L. Kostuch, i K. Ryszewskiej, Kielce 2006
- Zbytek i ubóstwo w starożytności i średniowieczu, red. nauk. L. Kostuch, K. Ryszewska, Kielce 2010